# Эрдман, Иоганн Эдуард
Иоганн Эдуард Эрдман (нем. Johann Eduard Erdmann; 13 июня 1805, Вольмар — 12 июня 1892, Халле) — немецкий философ, лютеранский пастор.

## Биография
Иоганн Эдуард Эрдман родился в семье лютеранского пастора. Изучал теологию в Императорском Дерптском университете, а затем в Берлине, там же в 1834 году защитил диссертацию. Находился под влиянием Гегеля.
В 1829 - 1832 гг. состоял министром религий в магистрате родного города Вольмара. С 1836 года и до самой смерти преподавал в университете Халле, с 1839 года профессор.
Основной научной заслугой Эрдмана является двухтомный «Очерк истории философии» (нем. Grundriß der Geschichte der Philosophie; 1866), в котором предпринята попытка представить историю философии как непрерывную цепочку ответов на вечные вопросы, стоящие перед человечеством. Эрдману принадлежат также книги «Тело и душа» (нем. Leib und Seele; 1837), «Основы психологии» (нем. Grundriß der Psychologie; 1840), «Основы логики и метафизики» (нем. Grundriß der Logik und Metaphysik; 1841) и другие. В своих трудах Эрдман последовательно проводил мысль, что философия и теология имеют единую цель - высшую истину.